# Maximilian Beier
Maximilian Beier (nascut el 17 d'octubre de 2002) és un futbolista professional alemany que juga com a davanter al Borussia Dortmund de la Bundesliga i a la selecció alemanya.

## Carrera de club
Beier va fer el seu debut com a professional amb el TSG Hoffenheim a la Bundesliga en una derrota per 1-0 fora de casa contra el Friburg el 8 de febrer de 2020. Més tard aquell mateix any, el 10 de desembre, va marcar els seus primers gols marcant dos gols i donant una assistència en una victòria per 4-1 contra el Gent a la Lliga Europa.
El 19 d'agost de 2021, Beier va ser cedit al Hannover 96 per una temporada. La cessió es va prorrogar per a la temporada 2022-23 el 8 de juny de 2022.
Va tornar a Hoffenheim per a la temporada 2023-24 i va esdevenir el màxim golejador del club, marcant 16 gols.

### Borussia Dortmund
El 12 d'agost de 2024, Beier va fitxar pel Borussia Dortmund de la Bundesliga, signant un contracte de cinc anys. Beier va debutar a la DFB Pokal el 17 d'agost de 2024. El 12 de març de 2025, Beier va marcar el seu primer gol de la Lliga de Campions de la UEFA al partit de tornada del partit de vuitens de final contra el Lille OSC per empènyer el global a 3-2 i impulsar el Dortmund als quarts de final de la campanya de la Lliga de Campions de la UEFA 2024-25.

## Carrera internacional
Beier va ser un futbolista internacional juvenil d'Alemanya. El març de 2024, va ser convocat per a la selecció d'Alemanya abans dels partits amistosos contra França i els Països Baixos. Va ser nomenat a la selecció alemanya per a la UEFA Euro 2024. El 3 de juny, va fer el seu debut com a sènior en un partit amistós contra Ucraïna abans del torneig.

## Palmarès
Individual
- Debutant del mes de la Bundesliga: febrer de 2024, març de 2024